# Ananiasz (Dżaparidze)
Ananiasz, imię świeckie Tengiz Dżaparidze (ur. 29 sierpnia 1949 w Tkibuli) – gruziński biskup prawosławny.

## Życiorys
W 1974 ukończył studia na politechnice w Tbilisi na kierunku automatyczne środki łączności. Sześć lat później ukończył z wyróżnieniem seminarium duchowne w Mcchecie, zaś w czasie nauki w tejże szkole złożył wieczyste śluby mnisze, przyjmując imię Ananiasz. 4 kwietnia 1979 przyjął z rąk Katolikosa-Patriarchy Gruzji Eliasza II święcenia diakońskie, zaś 27 września tego samego roku – kapłańskie. Został następnie proboszczem parafii przy cerkwi Trójcy Świętej w Tbilisi. 27 września 1980 otrzymał godność igumena i został skierowany do monasteru Alawerdi. Rok później podniesiony do godności archimandryty.
15 marca 1981 miała miejsce jego chirotonia na biskupa nikorcmindzkiego; ceremonii przewodniczył patriarcha gruziński Eliasz II. W kwietniu tego samego roku został przeniesiony na katedrę achalcyską i meschet-dżawachetyjską; eparchią tą kierował do 1992, przyczyniając się do ponownego otwarcia szeregu cerkwi i monasterów nieczynnych w ZSRR. W 1990 otworzył w Achalciche seminarium duchowne i był jego rektorem do odejścia z katedry. Następnie przez trzy lata był arcybiskupem mangliskim, zaś po reorganizacji eparchii w 1995 – arcybiskupem manglisko-calskim. W 2001 otrzymał godność metropolity.
Od 1995 wykłada historię Gruzińskiego Kościoła Prawosławnego w seminarium duchownym w Tbilisi. Jest autorem czterotomowej historii Patriarchatu Gruzińskiego oraz szeregu innych prac o podobnej tematyce.